# Автомат (ресторан)

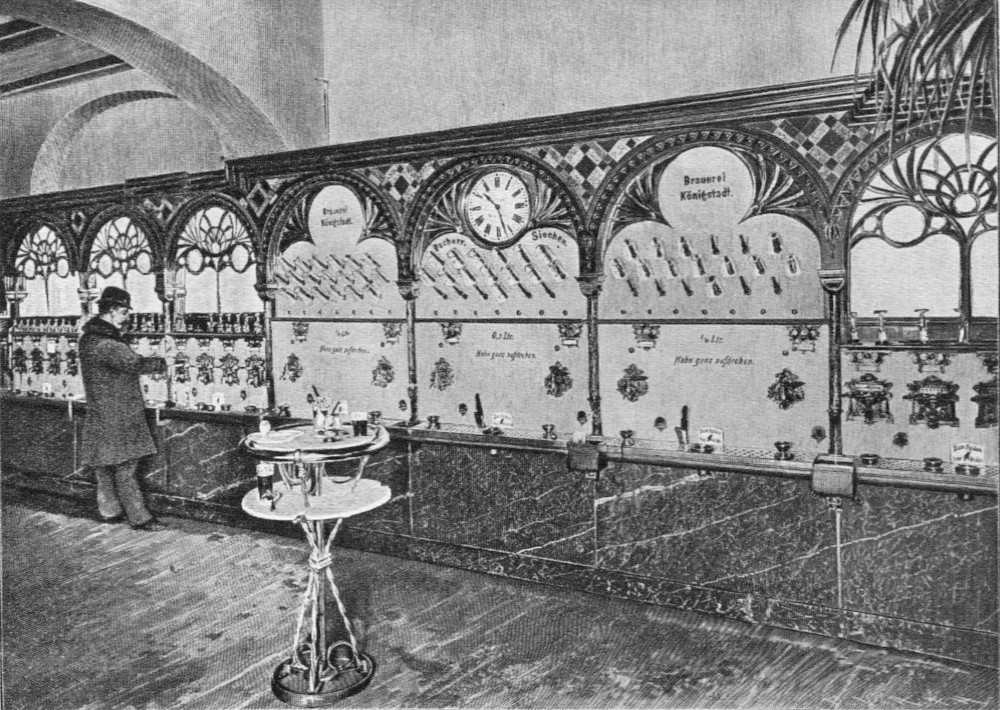
Первый автомат, на Лейпцигерштрассе, 13, Берлин, Германия; 1897 (Макс Зилафф)

Автомат (англ. Automat) — ресторан быстрого питания, где готовая еда и напитки продаются через торговые автоматы. Первый в мире автомат, названный Quisisana, открылся в Берлине в Германии в 1895 году. 

## В разных странах

### Германия

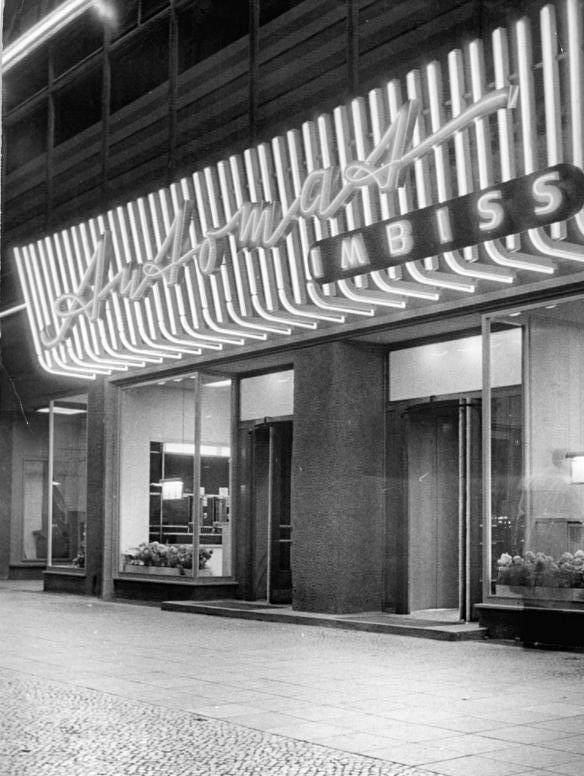
Автомат в Восточном Берлине, 1954

Первым автоматом в мире был автомат Quisisana, который открылся в 1895 году в Берлине, Германия. 

### Япония
В Японии, в дополнение к обычным торговым автоматам, которые продают готовую еду, во многих ресторанах также используются автоматы для продажи продуктов питания (яп. 食券機 [сёккэнки]). Также популярны суши-рестораны с конвейерной лентой.

### Нидерланды

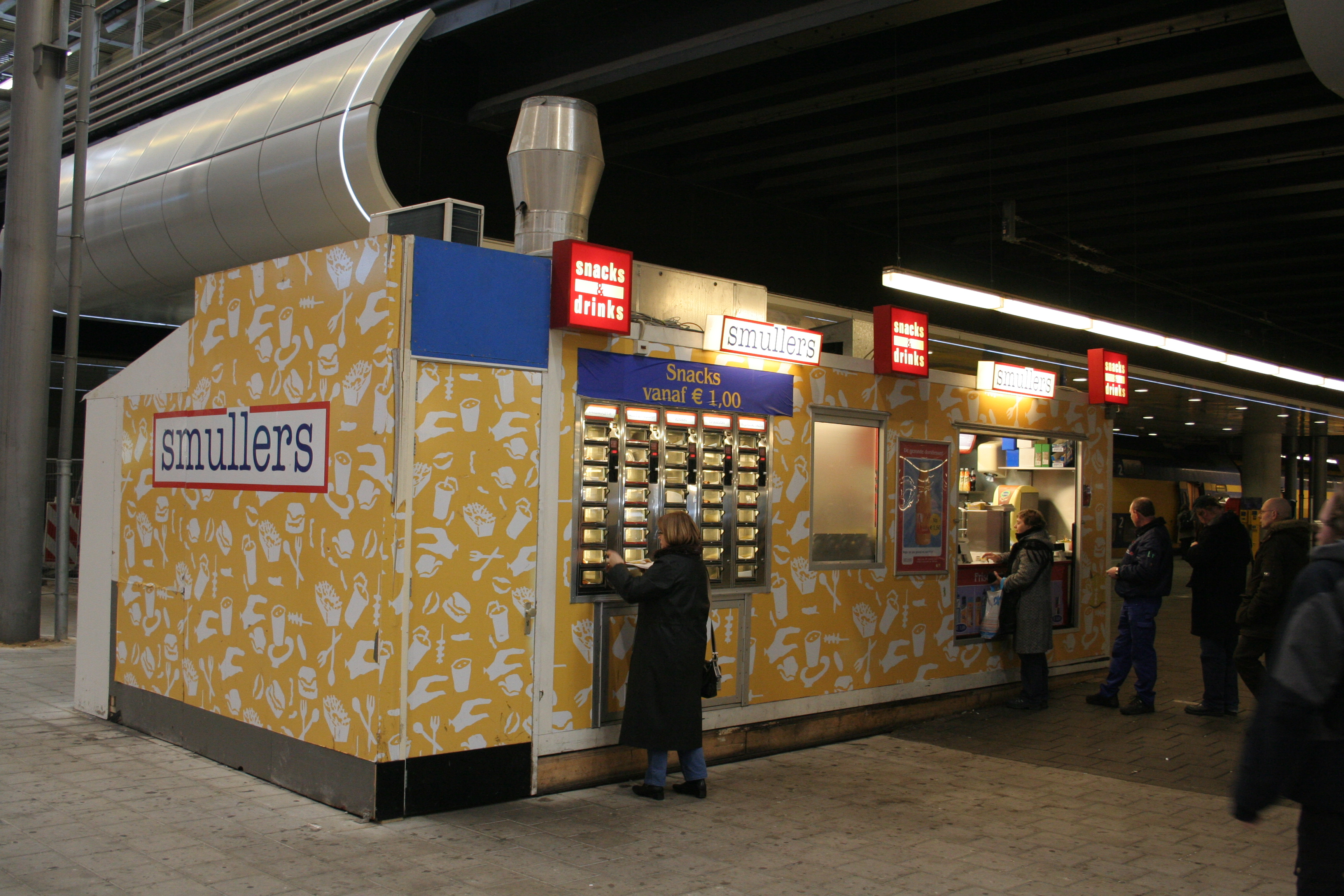
Автомат Smullers / снэк-бар на железнодорожной станции Den Haag Centraal

Автоматы (нидерл. automatiek) предлагают разнообразные блюда голландской кухни, такие как фрикадельки и крокеты, а также гамбургеры и бутерброды из торговых автоматов, которые загружаются с кухни. FEBO — крупная сеть голландских автоматов. Некоторые автоматы открыты 24 часа в сутки и пользуются популярностью среди местных жителей.  

### США

#### История и концепция
Изначально торговые машины в американских автоматах брали только никели. Изначально кассир сидел в центре ресторана, за широкой мраморной стойкой с пятью-восемью округлыми углублениями. Посетитель опускал необходимое количество монет в автомат, а затем поднимал окно, шарнирно закрепленное наверху, и забирал еду. Торговые автоматы загружались едой с кухни, находящейся позади них. Все или большинство автоматов в Нью-Йорке были оборудованы линиями раздачи питания с роликами для подносов, для удобства посетителей при выборе продуктов.
Первый автомат в США был открыт компанией Horn & Hardart (англ.) 12 июня 1902 года по адресу 818 Chestnut St. в Филадельфии. Впоследствии Horn & Hardart стала самой известной американской сетью автоматов. Вдохновленные ресторанами AUTOMAT Макса Силаффа (нем.) в Берлине, они стали одними из первых 47 ресторанов и первыми неевропейцами, получившими запатентованные торговые автоматы от берлинского завода Sielaff. Первый подобный автомат был доставлен в Нью-Йорк в 1912 году и постепенно стал частью популярной культуры в северных промышленных городах.
Автоматы пользовались популярностью у самых разных меценатов, включая Уолтера Уинчелла, Ирвинга Берлина и других знаменитостей той эпохи. Нью-йоркские автоматы были популярны среди безработных авторов песен и актёров. Драматург Нил Саймон в статье 1987 года назвал автоматы «Максимом бесправных».

#### Упадок
Формат был поставлен под угрозу из-за появления фастфуда, продаваемого с прилавка и, как следствие, с более гибкой системой оплаты, чем традиционные автоматы. Ещё одним фактором, способствующим их упадку, стала инфляция 1970-х годов, из-за которой продукты питания стали слишком дорогими, чтобы их можно было покупать за монеты. Но к тому времени как в автоматах появились купюроприемники, рынок был уже завоёван другими форматами.
На пике популярности в одном только Нью-Йорке было 40 автоматов Horn & Hardart. Последний из них был закрыт в 1991 году. Horn & Hardart преобразовали большинство своих нью-йоркских заведений в Burger King. В то время качество продуктов питания, по мнению некоторых покупателей, ухудшалось.
В 2006 году, в попытке вернуть автоматы в Нью-Йорк, компания Bamn! открыла автомат в голландском стиле в Ист-Виллидж, но уже в 2009 году закрыла его.

Вторая попытка вернуть автоматы в Соединенные Штаты — компания Eatsa, которая предлагает блюда на основе киноа. 

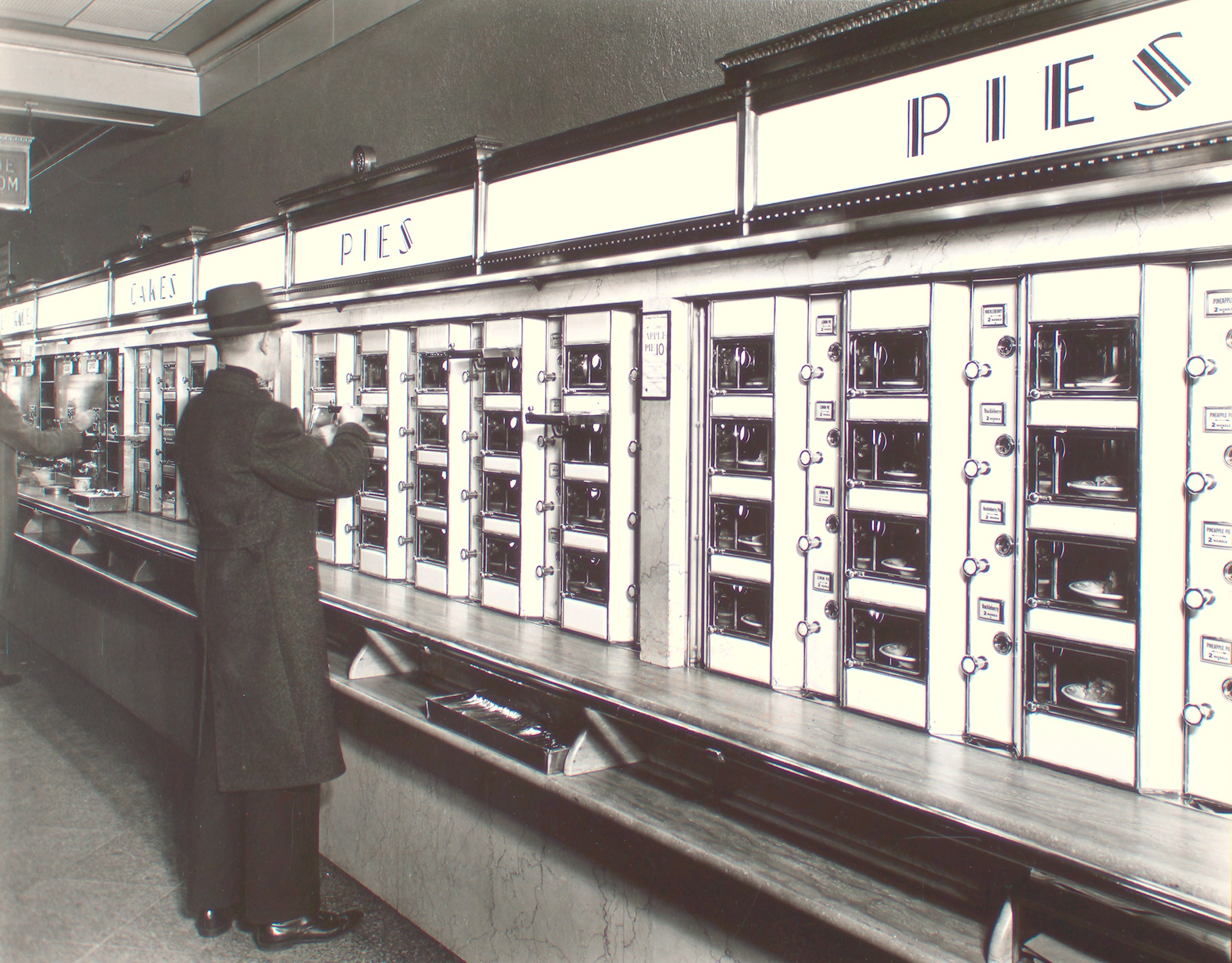
Автомат в Манхэттене, Нью-Йорк, 1936
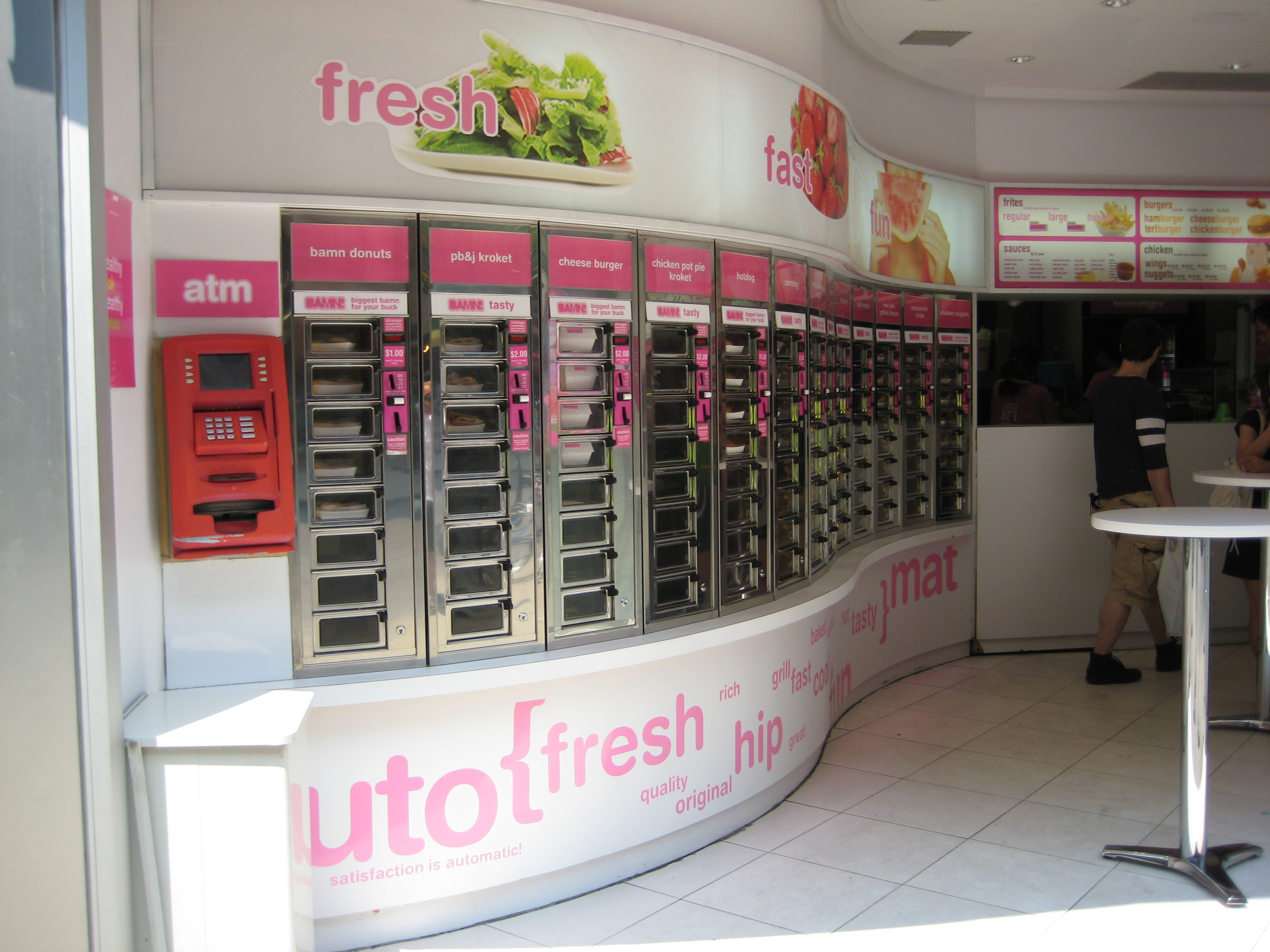
Современный автомат в Ист-Виллидж, Манхэттен, около 2007 года
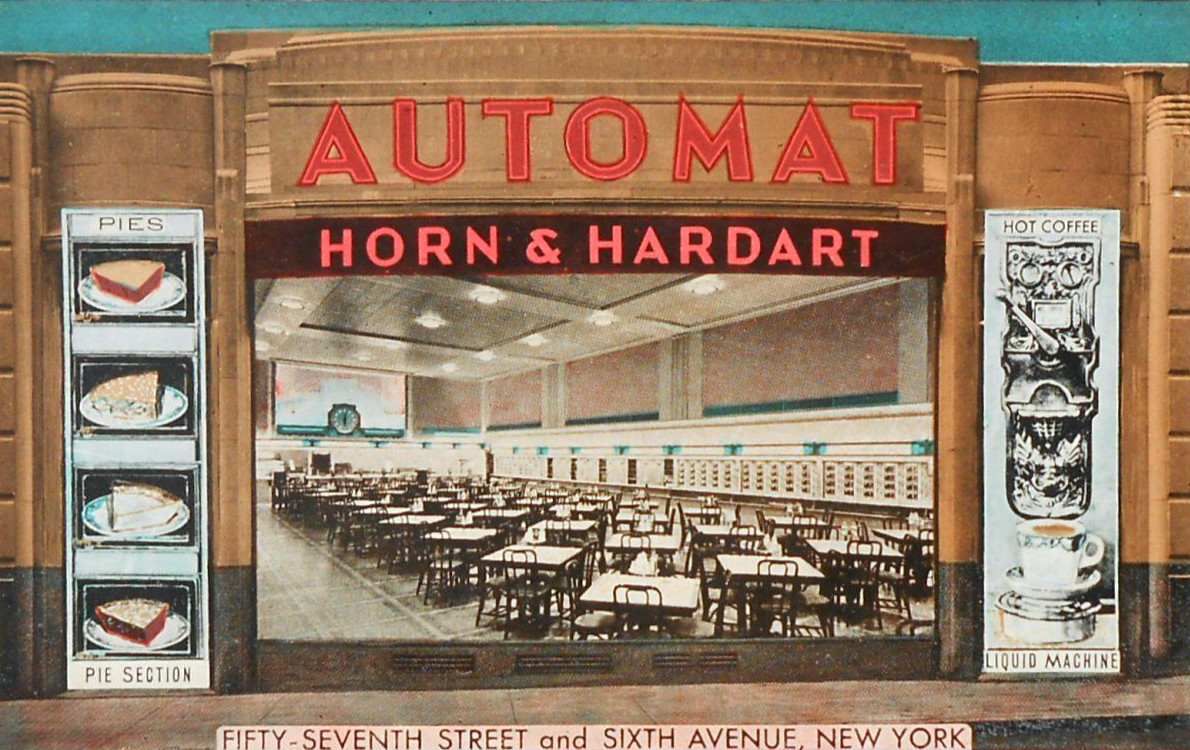
Автомат на Шестой авеню, 1165, Нью-Йорк, в 1930-х годах
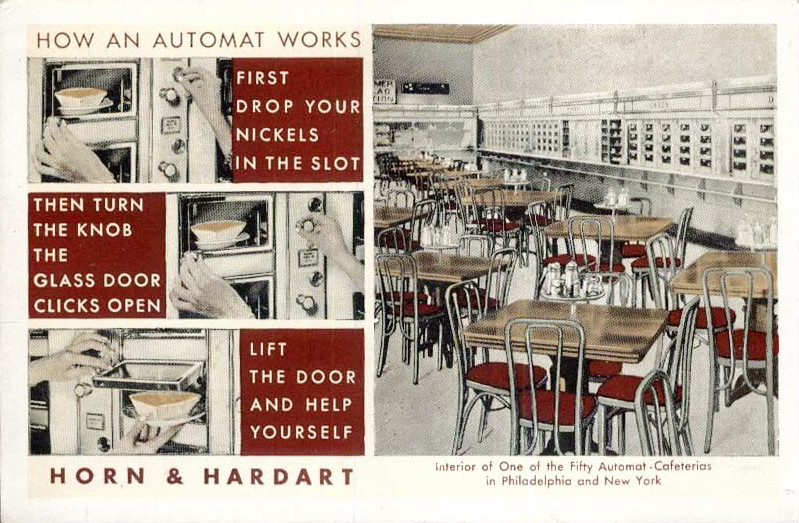
Открытка Horn & Hardart, объясняющая, как работает автомат (ок. 1930-е годы)

## Железнодорожный транспорт
Один из видов автомата использовался в некоторых пассажирских поездах. Большая западная железная дорога в Соединенном Королевстве в декабре 1945 года объявила о планах ввести автоматические вагоны-буфеты . Но планы были отложены в связи с надвигающейся национализацией компании, и только в 1962 году на Кембрийском Экспрессе был внедрен автоматический вагон-буфет . 
В Соединенных Штатах, Пенсильванская железная дорога использовала автоматы между Пенсильванским вокзалом, Нью-Йорк и Union Station, Вашингтон, с 1954 года . Южная тихоокеанская транспортная компания в 1962 году представила автоматические вагоны-буфеты на поездах Daylight Coast и Sunset Limited. В 1985 году компания Amtrak переоборудовала четыре автоматических вагона-буфета в автоматы для использования в Auto Train. Последний из используемых автоматов в США был на маршруте Lake Country Limited в 2001 году. 
В Швейцарии на направлении Bodensee-Toggenburg Bahn были введены в эксплуатацию  автоматические вагоны-буфеты в 1987 году.